# Prospero Montecchi
Prospero Montecchi (Reggio Emilia, 6 agosto 1863 – Venezia, 25 dicembre 1947) è stato un violoncellista italiano, concertista e docente di conservatorio.

## Biografia
Figlio di Stanislao di professione domestico e di Maria Iori, cucitrice, nonostante la modesta condizione della famiglia fu avviato sin da piccolo allo studio della musica. Terminata l’istruzione primaria, grazie alle sue comprovate doti attitudinali, riuscì a farsi ammettere al Liceo musicale di Bologna, dove frequentò le lezioni di Francesco Serato professore di violoncello, lo strumento da lui prescelto, con il quale studiò dal 1877 al 1882, anno in cui si diplomò a pieni voti. Si era frattanto guadagnato tale stima tra i suoi concittadini che nello stesso anno il consiglio comunale di Reggio Emilia, nonostante la sua giovane età, lo nominò insegnante di violoncello e contrabbasso nella locale “Scuola civica di musica”.
Tuttavia, avendo come aspirazione una carriera concertistica di più ampio orizzonte che non quello offerto dal ristretto ambiente municipale, dopo un solo anno di servizio diede le dimissioni ed espatriò in Francia cercando maggiori opportunità. Dal 1884 al 1886 abitò a Nizza dove si aggregò al quartetto “Reine du  Würtemberg” e suonò come primo violoncello nell'orchestra del “Théâtre municipal”. Successivamente, nel 1887, si trasferì a Rennes dove risiedette per quasi venti anni. Una scelta di vita dovuta principalmente al fatto che egli considerava comodo quel luogo per raggiungere agevolmente numerose città francesi e inglesi dove egli si esibiva in concerti; inoltre aveva accettato di insegnare alla locale “Ḗcole de musique”, succursale del prestigioso “Conservatoire national de musique et de déclamation” di Parigi, ma principalmente perché aveva conosciuto una giovane del luogo, Emile Grénier con la quale si sposò il 14 aprile 1888 dalla quale nacque la figlia Hilda, che fu partecipe delle sue vicende umane e artistiche.
Ebbe successo e stima per il talento musicale e la bonomia del carattere. Nel 1902 il ministro francese dell’“Istruzione pubblica e delle belle arti”
lo premiò concedendogli il titolo di “Officier d’Académie”. Ma con il passare degli anni crebbe in lui il desiderio di tornare a vivere in Italia. Avrebbe desiderato partecipare al concorso per la cattedra di violoncello dell’Istituto musicale di Firenze. A tal proposito si confido anche con il letterato reggiano Naborre Campanini. Nell’aprile del 1901, durante una tournée concertistica in Italia, accompagnato al pianoforte dall’amico Antonio Guarnieri, durante la quale si esibì al Teatro Argentina di Roma, al conservatorio di Milano, al Teatro regio di Parma, al Teatro municipale di Reggio Emilia e al Liceo musicale di Bologna ebbe prova dell’entusiasmo che sapeva suscitare anche nel pubblico italiano e ciò lo convinse a persistere nel progetto di rimpatrio.

Questo suo desiderio si realizzò nel novembre 1905 quando venne chiamato «per chiara fama» a ricoprire l’incarico di docente di violoncello presso il “Liceo musicale Benedetto Marcello” di Venezia dove trasmise la sua tecnica strumentale ad una schiera di allievi che si possono considerare tra i maggiori violoncellisti del primo novecento italiano come Gilberto Crepax, Riccardo Malipiero senior, Enzo Martinenghi, Edoardo Guarnieri, Luigi Silvestri, Aldo Pais, Franco Rossi e altri. Non molto tempo dopo entrò a far parte del “Trio veneziano” con il violinista Francesco de Guarnieri e il pianista Gino Tagliapietra con il quale strinse forti legami di amicizia tanto più che questi, il 21 agosto 1913, sposò sua figlia Hilda che di Gino era stata allieva di pianoforte sin dal 1907 al 1911. Terminò la sua attività di docente nel 1933.

### Annotazioni
1. ↑  In una lettera del 15 dicembre 1899 scriveva al Campanini: « [...] Le assicuro che ci vuole il mio carattere per aver resistito dodici anni a vivere in questa città della Brettagna, dove niente concorda col carattere e col gusto italiano. Sono stanco, ma stanchissimo di stare all’estero. Desidero finire i miei giorni in Italia. Preferisco guadagnar meno e farmi adesso una posizione in Italia. Che mi sia impossibile riescire di avere una posizione nel mio paese? Non voglio crederlo, e confido ancora in questa speranza...»

### Fonti
1. 1 2 3 4 5 6   Sauro Ridolfi, Prospero Montecchi, su Dizionario enciclopedico degli italiani, vol. 76. URL consultato il 25 marzo 2023.